# コルネリウス法

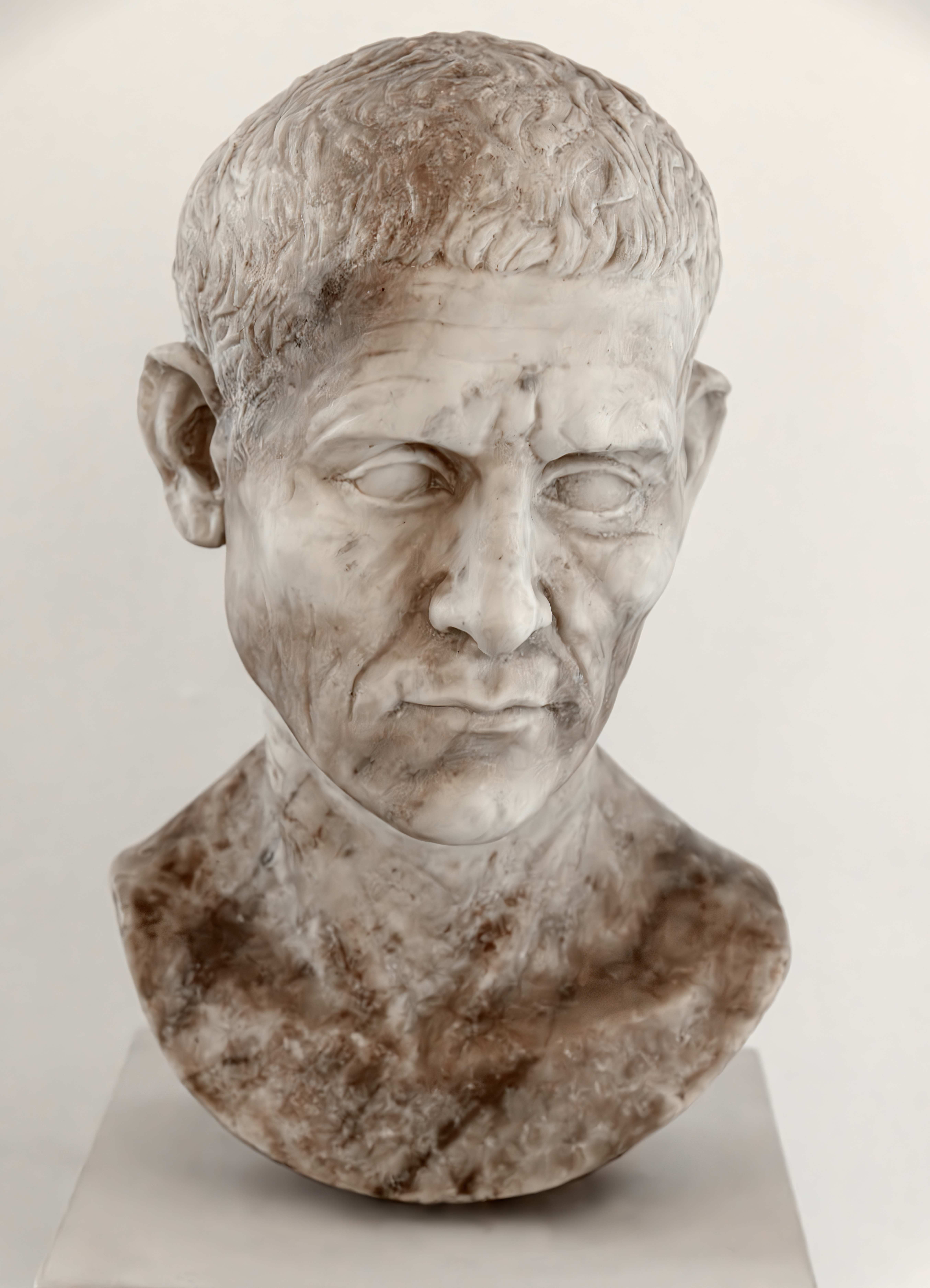
スッラのものと思われる胸像、ナポリ国立考古学博物館収蔵

コルネリウス法（ラテン語: Leges Corneliae、コルネリウス諸法）は、共和政ローマ末期にルキウス・コルネリウス・スッラによって定められた一連の法。

## 背景
紀元前82年、インテルレクスであったルキウス・ウァレリウス・フラックス (紀元前100年の執政官)によって招集されたケントゥリア民会で、「法を定め、共和国を再構成するため」の独裁官に選出された（Lex Valeria de Sulla dictatoreが通過）。スッラは、過去執政官やプロコンスルとして行った行為すら批准され、将来行う処置についても完全な権限が与えられた。彼は共和国を立て直すため、紀元前82年から翌紀元前81年にかけて数々の法を定めた。

## 特徴
スッラの法のいくつかは、これまでプラエトル・ウルバヌスやトレスウィリ・カピタレス（首都三人官）によって処理されてきた都市犯罪を特定（殺人（de sicariis et veneficis）、偽造（de falsis）など）し、政務官による恐喝（de repetundis）、横領（de peculatu）の罪を定め、反逆罪についても新たな定義するなどし、そのための常設審問所、裁判所を設置しており、これまでの慣習による対応ではなく、ローマの歴史上初めてシステマチックに差し迫った状況に対応したものと見なす学者もいる。

## リスト
リストと簡略な内容と、詳しい内容。スッラによる立法はトリブス民会やケントゥリア民会による承認を得た公式の手順によるもの。執政官時代の法で破棄されたものも独裁官時代に復活させているためこのリストに含める。

### 独裁官就任前
Pompeiaは紀元前88年の同僚執政官クィントゥス・ポンペイウス・ルフスのこと。コルネリウス・ポンペイウス法。
- Lex Cornelia Pompeia coloniaria（前88年）
- Lex Cornelia Pompeia de comitiis centuriatis（前88年）
- Lex Cornelia Pompeia de tribunicia potestate（前88年）
- Lex Cornelia Pompeia de senatu（前88年）
  - エクィテスから元老院議員を補充。即座に無効とされたが、独裁官時代にLex Cornelia iudiciariaの一部として復活させた[5]
- Lex Cornelia Pompeia unciaria（前88年）
  - 12分の1法。借金の元本に対する利息支払いについて。利息を十二表法に定められた12分の1（uncia）に制限し、借金を1割カット。同盟市戦争によって起った経済危機に対処するものと思われる[7]。
- Lex Cornelia de exilio Marianorum（前88年）
- Lex Cornelia de sponsu（前88年）
  - 保証人制度の制限。

### 独裁官時代

#### 政務官
- Lex Cornelia de ambitu（前81年）[8]
  - 政務官選挙における違法工作の禁止。贈賄、饗応、汚い手段による勧誘など、不正な選挙活動に罰則を定めた。しかしこの手の法は共和政期を通じて何度も提出されており、罰則も徐々に厳しいものとなっていった[9]。罰則として10年間公職選挙立候補の禁止が定められた[10]というが、この法の実在については議論が多い[11]。
- Lex Cornelia de imperio（前81年）
  - インペリウムをドミ（domi、ローマから1マイル以内）とミリティアエ（militiae、ドミの外側）とに分割[8]。これらは政務官のインペリウムと刑事裁判権に当てはまった[12]。
- Lex Cornelia de magistratibus（前81年）
  - 政務官就任の順番、年齢制限や間隔を定めた法。クァエストル→プラエトル→執政官の序列確定[13]。10年以内の執政官への再選出が禁止された。スッラの部下で小マリウスの立て籠もるプラエネステを陥落させたルクレティウス・オフェッラは、まだクァエストルもプラエトルも経験していなかったにも拘わらず執政官選挙に立候補したため、大衆の面前でスッラに殺されたという[14]。
- Lex Cornelia de praetoribus octo creandis（前81年）
  - プラエトルの定数拡張。8人に増員された[13]。
- Lex Cornelia de provinciis ordinandis（前81年）
  - 属州総督を制限する法。プラエトルがローマでの任期を終え、プロマギストラトゥス（元政務官）としてインペリウムを保持して属州に赴任した場合の規則を定めた。執政官も同様に任期後の属州赴任が認められた。紀元前52年のポンペイウス法によって、高位政務官の任期を終え属州総督になるまでに5年のインターバルを定められた[15]。
- Lex Cornelia de sacerdotiis（前81年）
  - 神職の人数に関する法。神祇官とアウグルの定数を15人に拡大、欠員補充はトリブス民会の約半数による投票ではなく、古来の現職による選出に戻された。
- Lex Cornelia de reditu Cn. Pompei（前80年）
  - ポンペイウスの凱旋式を許可。
- Lex Cornelia de tribunicia potestate（前82年）
  - 護民官の権限を弱める法。拒否権を制限され、立法権を削除され、他の政務官への就任が禁止された。元老院議員だけが護民官に就任でき、法案提出には元老院の事前許可が必要だった。ポンペイウスによって廃止された[13]。
- Lex Cornelia de XX quaestoribus（前81年）
  - クァエストルの定数を20にする法。クァエストル経験者は元老院入り出来るよう定めた。クァエストルの下位職員に関する部分が碑文に残っている[13]。

#### 市民
- Lex Cornelia de adpromissioribus（前81年）
  - 同じ債権者に対し、同じ債務者のために引き受けられる保証額を一年間に2万セステルティウスに制限[8]。
- Lex Cornelia de aleatoribus（前81年）
  - 許可できるギャンブルについての法。勇敢で美徳あるとされていた運動競技に対する賭けを公認。ただそのための借金は認めない[8]。
- Lex Cornelia de civitate Volaterranis adimenda（前81年）
  - ローマ市民権をウォラテッラエから剥奪する法。「独裁官スッラの発案はケントゥリア民会を通過し、複数のムニキピウムから市民権を取り上げ、同時に領地も取り上げた」[16]。
- Lex Cornelia de confirmandis testamentis eorum qui in hostium potestate decessissent（前81年）
  - 相続人に関する法
- Lex Cornelia de proscriptione（前82年）
  - 市民への訴追を定めた法。プロスクリプティオ。アウトローのリストに名前を刻まれ、賞金首とされる[17]。「法の保護の外に置かれた者、または敵の陣営で殺された者の財産は売られる」[18]。
- Lex Cornelia frumentaria（前81年）
  - 市民への穀物配給に関する法。無料の穀物配給をストップし、トリブスの指導者や元老院議員、選挙の候補者が大衆の支持を集める方法を復活させた。
- Lex Cornelia sumptuaria（前81年）
  - 夜食会でのコスト制限。共和政ローマでは幾度となく贅沢を禁止する法が提出されている。女性の服装や宝石、宴会でのごちそうなどが制限され、葬式の費用も対象となった。ケンソルもこの制限を行っている。最後に出された贅沢禁止令はアウグストゥスによるもの[19]

#### 犯罪
- Lex Cornelia de falsis（前81年）
  - 偽造に対する法。ねつ造、偽造、改ざんなど幅広く対象とし、遺言や硬貨の偽造もカバーした。ユスティニアヌス1世の時代にも残っていた[20]。
- Lex Cornelia de iniuriis（前81年）
  - 侮辱に対する法。叩く、殴る、住居強制侵入の三種の傷害に対する処罰[8]
- Lex Cornelia de maiestate（前81年）
  - 国を裏切る行為に対する法。maiestasは、国家の尊厳などを示す[21]。上位の反逆罪（crimen maiestatis）で、元老院と人々の承認なしに軍を招集、または他国に対する敵対行為を始めた者を追放処分とする[13]。この反逆罪のための常設裁判所が設置された[22]。
- Lex Cornelia de peculatu（前81年）
  - 横領に対する法。公金横領罪で、戦利品やその売却益を懐に入れることが禁止された。アウグストゥスの定めた同様の法がユスティニアヌスの時代にも残っており、「法の許可なく神聖な、宗教的な、もしくは公的な金銭を横領してはならない」とされた[23]。
- Lex Cornelia de repetundis（前81年）
  - 行政官の搾取に対する法。政務官や属州総督といった地位にあるものが贈賄の強要を行ったり、繰り返し恐喝する罪を定めた。紀元前149年の護民官ルキウス・カルプルニウス・ピソ・フルギや、カエサルも同様の法を定めている[24]。
- Lex Cornelia de sicariis et veneficis（前81年）
  - 殺人者と毒殺者に対する法。これもユスティニアヌスの時代まで残っていた[13]。第一条「プラエトルもしくは審問官（iudex quaestionis）は、くじ引きによって担当となった陪審員と共に、ローマ市内もしくは1マイル以内で発生した殺人、強盗目的での武器所持、人を殺した疑いのあるものについて調査しなければならない。」第五条「（前略）人を殺す目的で、または殺すための準備として、毒物を販売、購入、所持していたものについて調査しなければならない。」第六条「（前略）最初の4つの軍団のトリブヌス・ミリトゥム、クァエストル、護民官、もしくは元老院で所見を述べたことのある者のうち、虚偽の証言をした可能性のあるものについて調査しなければならない。」[25]。
- Lex Cornelia iudiciaria（前81年）
  - 常設審問所の設置と陪審員に関する法。7つの常設審問所（quaestiones）の設立と元老院議員を陪審員に復帰させることを定めた。

## 元老院の補充
マリウスとキンナを相手にした内乱とその後のプロスクリプティオで大幅に数の減った元老院議員を、公有馬を支給されたエクィテス（equites equo publico）から300人補充しているが、これは紀元前123年にガイウス・グラックスが行おうとしたことと似ている。実際には300の定員割れしていた議員が600の新しい定員になるまで補充したと思われる。プロスクリプティオで没収した資産の再配分もあり、解放奴隷一万人に対する完全なローマ市民権（civitas optimo iure）の付与や、23個ローマ軍団退役兵への土地分配など、資産階級に変化が起こっており、新しくエクィテスとなった者たちの中には、地方のムニキピウム出身者や、新しく市民となったイタリック人も含まれていた。
またスッラはクァエストルの定員を20に増やし、クァエストル経験者の元老院入りを決めたが、元老院議員は毎年20人前後亡くなっていたとも推定され、元老院を維持するためと見られている。

## ウォラテッラエの市民権剥奪法
エトルリアの諸都市はマリウスとキンナを支持して最後までスッラに抵抗し、最終的に紀元前79年になってウォラテッラエは降伏した。サッルスティウスによれば、多数の同盟市やラテン人がスッラによって市民権を取り消されているとされ、エトルリアだけでなく、スッラに抵抗したカンパニアやラティウムも含まれていたのではないかとする説もある。
市民権を剥奪された都市はラテン植民市へ格下げされたと考えられている。ただ、紀元前57年にキケロが「ウォラテッラエは我々と同じく市民権を有しており、しかもただの市民ではなく、最高の市民である」としていることなどから、この処置は結局実施されなかったのではないかという説もあり、紀元前70年に行われた内乱後初めてのケンススにおいてその地位が保全されたのではないかとも考えられている。
また、没収された領地の一部には退役兵が植民してきたが、ウォラテッラエは公有地（ager publicus）とされた残りの元領地を占有していたものと考えられている。